# François Patenaude
François Patenaude est un chercheur en socio-économique, un journaliste et un humoriste québécois, né en 1966 à Montréal.

## Biographie
Ancien chercheur en socio-économique à l'UQAM, il est cofondateur et chercheur à l'Institut de recherche et d'informations socioéconomiques (IRIS).
Il participe à différents mouvements écologiques, tels que le Forum sur l'environnement lors du deuxième Sommet des Peuples des Amériques.
Patenaude écrit dans divers journaux alternatifs, et a publié un roman. Il a aussi collaboré à deux essais.
Il est membre des Zapartistes.